# Trzęsienie ziemi w Chūetsu (2004)

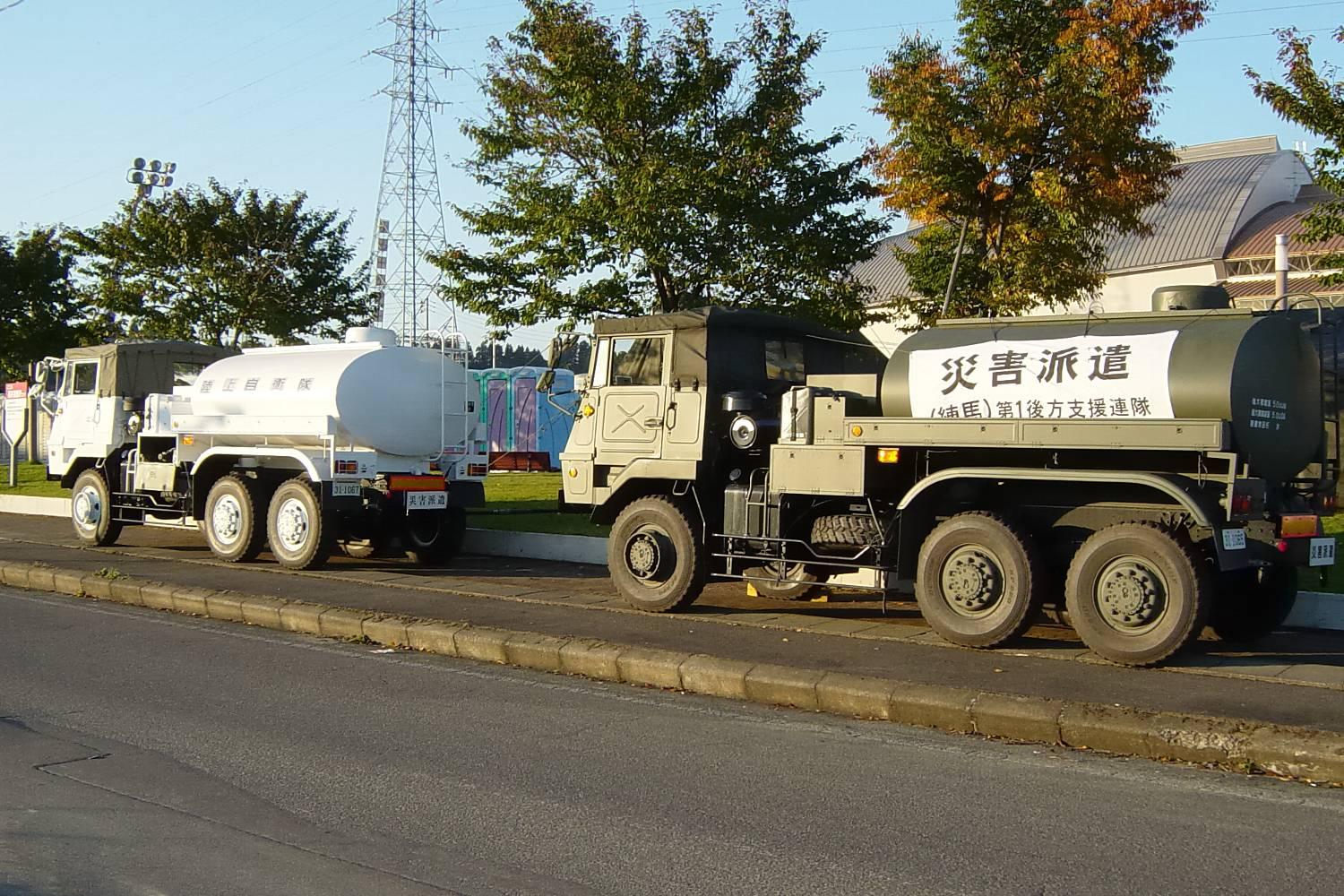
Konwój humanitarny Japońskich Sił Samoobrony

Trzęsienie ziemi w Chūetsu w 2004 roku – trzęsienie ziemi o sile 6,8 stopni w skali Richtera, które nastąpiło 23 października 2004 roku o 17:56 czasu lokalnego, w północno-zachodniej części Japonii, w prefekturze Niigata. W jego wyniku, śmierć poniosło 40 osób, a rannych zostało 3183 osób.
Trzęsienie ziemi nawiedziło region Chūetsu w prefekturze Niigata. Wstrząs główny miał siłę 6,8 stopni w skali Richtera i znajdował się na głębokości 16 kilometrów. Przez kolejne kilkadziesiąt minut od wstrząsu głównego, odnotowano wstrząsy wtórne. 
Wstrząsy spowodowały zniszczenie wielu domów, dróg i autostrad oraz doprowadziły do wykolejenia pociągu.